# Nymphon longisetosum
Nymphon longisetosum är en havsspindelart som först beskrevs av Hodgson, T.V. 1914.  Nymphon longisetosum ingår i släktet Nymphon och familjen Nymphonidae.
Artens utbredningsområde är Antarktis. Inga underarter finns listade i Catalogue of Life.